# Alfredo Alcala
Alfredo Alcala, född 23 augusti 1925, död 8 april 2000, var en filippinsk serieskapare. Alcala hoppade tidigt av skolan och fick istället hanka sig fram på diverse dekorations- och designjobb. Under den japanska ockupationen av Filippinerna försåg han de allierade med kartor över hemliga bunkrar. De första serierna började han teckna 1948. I intervjuer har Alcala sagt att han inspirerades av bland annat Hal Foster, Lou Fine och Alex Raymond. Till en början arbetade han för Ace Publications, Filippinernas största tidskriftsförlag.
Alcala blev snart en känd och populär serieskapare i hemlandet, men det var först med fantasyserien "Voltar", skapad 1963, som han blev känd i övriga världen. Vid det här laget hade Ace Publications lagt ner sin verksamhet och Alcala hade tillsammans med landsmännen Virgilio Redondo, Nestor Redondo, Amado Castrillo, Tony Caravana och några till startat ett eget förlag. Det var främst tack vare just "Voltar", en fantasyserie i vikingamiljö, som förlaget blev en ekonomisk framgång.
Särskilt populär blev han i USA och i början av 1970-talet blev han rekryterad av DC Comics, för vilka han främst tecknade fantasy- och skräckserier. 1976 flyttade han till USA, där han också arbetade för Marvel och Dark Horse Comics. Produktionen har en enorm spännvidd och inkluderar bland annat "Destroyer Duck", "Hellblazer", "Conan Barbaren", "Rick O'Shay", "Man Thing", "El Diablo", "Star Wars" och "Swamp Thing".
Alfredo Alcala är känd för sin snabba produktionstakt. Det sägs att Alcala, som själv tuschade och textade sin serier, som mest kunde teckna tolv sidor på nio timmar. Hans tecknarstil kännetecknas framför allt av dess detaljrikedom.